# زاوية سيدي عبد القادر
 زاوية سيدي عبد القادر (بالإنجليزية: ZAOUIAT SIDI ABDELKADER) هي جماعة قروية تابعة لإقليم الحسيمة ضمن جهة تازة الحسيمة تاونات بالمغرب. بلغ مجموع عدد سكان زاوية سيدي عبد القادر  حسب إحصاءات 2004 حوالي 5974 نسمة من بينهم 1 أجنبي يعيشون في 938 أسرة.

## إحصاء عام
| السنة | عدد السكان | عدد الأسر | عدد الأجانب |
| ----- | ---------- | --------- | ----------- |
| 1994  | 6709       | 980       | °°°°        |
| 2004  | 5974       | 938       | 1           |